# .hack//Infection
.hack//Infection (.hack//感染拡大Vol.1, littéralement<<.hack//propagation de l'infection Vol.1>>) est un jeu vidéo sorti en juin 2002, basé sur le projet .hack.
Ce jeu est disponible uniquement sur PlayStation 2. Il est la première partie du jeu. Les parties suivantes sont : .hack//Mutation, .hack//Outbreak et .hack//Quarantine.